# Sosylus intermedius
Sosylus intermedius is een keversoort uit de familie knotshoutkevers (Bothrideridae). De wetenschappelijke naam van de soort werd in 1952 gepubliceerd door Pope.